# Exploze v Jevpatoriji
Exploze v Jevpatoriji byla exploze bytového domu, která se stala 24. prosince 2008 v Jevpatoriji na Ukrajině. Katastrofa si během několika hodin vyžádala 22 mrtvých a deset pohřešovaných. Šestadvacátého prosince celkový počet obětí narostl na 27. Prezident Viktor Juščenko vyhlásil den 26. prosince jako den národního smutku.

## Vládní reakce
27. prosince 2008 se ukrajinský kabinet rozhodl poskytnout obětem katastrofy, kteří se přihlásili do 1. ledna 2009, a jejím příbuzným nové přístřeší a finanční kompenzaci. Ministr vzdělávaní a vědy byli instruováni, aby děti pozůstalých měly vyučování bez platby školného.
Vláda se také postarala o to, aby v plynovém vybavení byly provedené kontrolní měření za účelem prevence dalších podobných nehod. 